# 烽火組
烽火組于2000年初成立，由朝鲜党政軍高層人士的第二代子女組成，有「朝鲜太子黨」之稱。於2010年因美國《華盛頓時報》的一則報導曝光，之後廣為人知。當時美國財政部指出，該組織曾涉及將假鈔或毒品流通至外國的犯罪行為。該組會動用所有合法及非法手段，於海外進行金錢交易，以提供資金予朝鲜政府鞏固權力。
烽火組一般活跃在金正恩周围，其成员基本都是年龄在30至40岁之间的壯年人，这些成员大多曾就读于金日成综合大学、平壤外國语大学等朝鲜名校。

## 骨干成员
- 金正哲：担任该组织首长，為朝鮮已故領導人金正日的次子，金正恩的二兄[2]。
- 吴世铉：国防委员会副委员长吴克烈的次子。
- 金哲：朝军总政治局副局长金元弘的长子。
- 李一赫：负责管理金正日秘密资金的朝鲜驻瑞士前大使李哲之长子。
- 姜泰成：朝鲜内阁副总理姜锡柱的长子。
- 赵圣浩：国防委员会第一副委员长兼人民军总政治局长赵明禄的次子。